# Ла-Романа (Домініканська Республіка)
Ла-Рома́на (ісп. La Romana) — місто і порт в Домініканській Республіці.
Місто Ла-Романа є адміністративним центром однойменної домініканської провінції і розташоване на крайньому південному сході країни, за 100 кілометрів на схід від столиці Санто-Домінго, на південному узбережжі острова Гаїті, на березі Карибського моря. Навпроти міста знаходиться острів Каталіна.
Населення міста становить 250 тисяч осіб (на 2005 рік). Це третє за величиною місто Домініканської Республіки. Центр міжнародного туризму. В 2000 році тут відкритий міжнародний приватний аеропорт Ла-Романа. Індустріально розвинуте, особливо виділяється цукрова промисловість.
Поблизу Ла-Романи розташований закрите (приватне) селище Каса-де-Кампо, забудоване віллами мільйонерів. У цьому селищі в 1994 році вступили в шлюб Майкл Джексон і Ліза Марія Преслі.

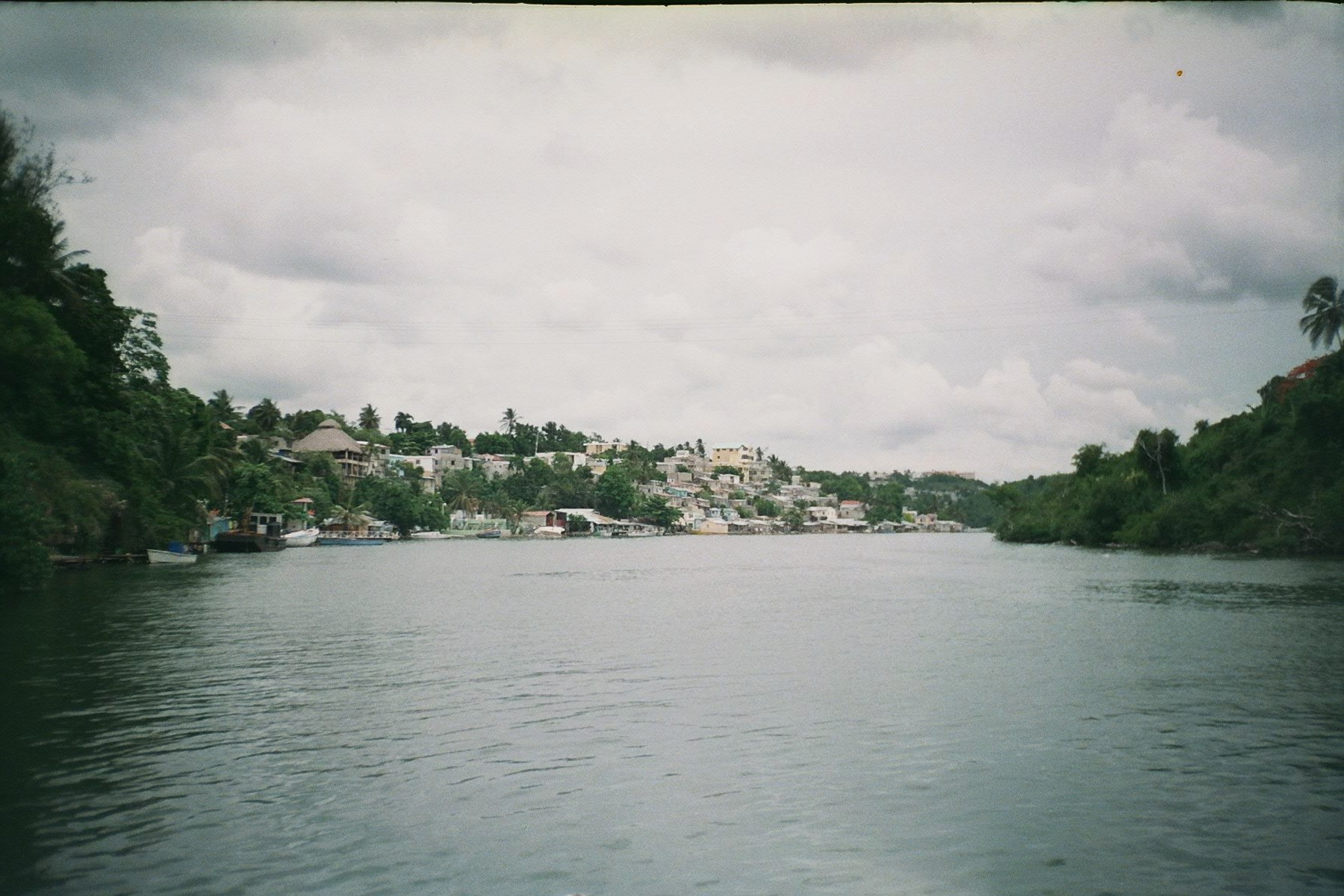
Вид на гавань Ла-Романа